# Kloster Val-des-Vignes
Das Kloster Val-des-Vignes war von 1220 bis 1681 ein Kloster zuerst der Zisterzienserinnen, ab 1443 der Zisterzienser in Ailleville im Département Aube in Frankreich.

## Geschichte
Das Adelshaus Jaucourt stiftete 1220 (oder früher) nordwestlich Bar-sur-Aube im damaligen Bistum Langres die Zisterzienserinnenabtei Vallis Vinearum, französisch: Val-des-Vignes „Weintal“. 1443 wechselten die als Filles-Dieu („Gottestöchter“) bekannten Schwestern nach Paris und wurden durch ein Zisterzienserpriorat ersetzt, das 1488 von Kloster Clairvaux übernommen und 1681 aufgelöst wurde. Durch die Französische Revolution ging der Besitz verloren. Heute sind keine Reste vorhanden. Nur der Flurname „Val des Vignes“ erinnert in Ailleville an das Kloster.